# Videreuddannelse
Videreuddannelse er et begreb, der dækker over en længerevarende uddannelse, der er på et højere niveau i forhold til den grunduddannelse, som man allerede har. Eksempler på videreuddannelser er de videregående diplomuddannelser og masteruddannelser, der foregår på landets universiteter, professionshøjskoler og CVU'er og som fører til en diplomgrad eller mastergrad. Videreuddannelser kan gennemføres både som deltids- og fuldtidsstudier.